# Metaphycus hageni
Metaphycus hageni är en stekelart som beskrevs av Daane och Caltagirone 1999. Metaphycus hageni ingår i släktet Metaphycus och familjen sköldlussteklar.
Artens utbredningsområde är:
- Danmark.
- Grekland.
- Italien.
- Portugal.
- Spanien.

Inga underarter finns listade i Catalogue of Life.